# Andrea Roda

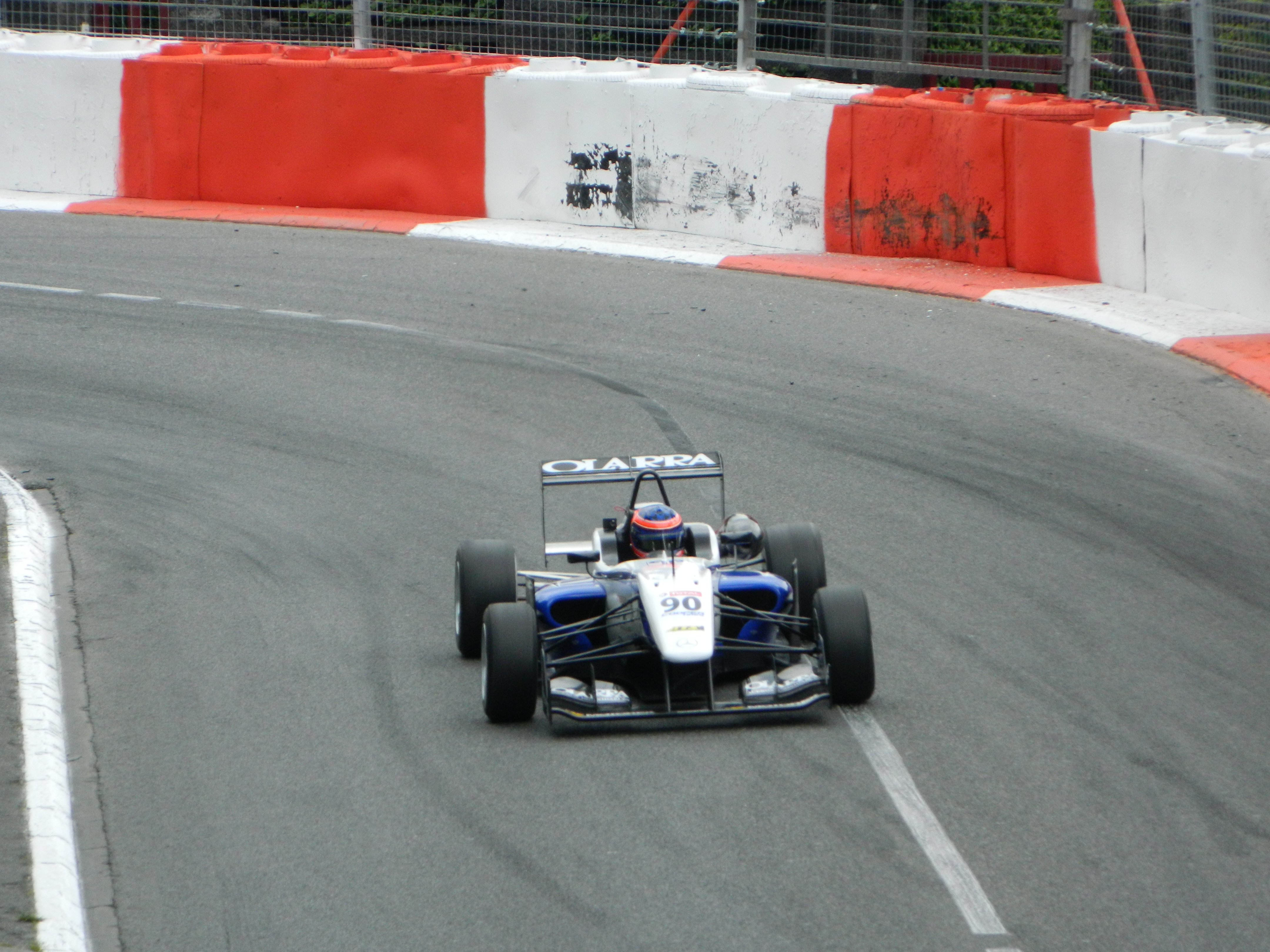
Andrea Roda tijdens de Grand Prix van Pau 2012

Andrea Roda (Como, 11 april 1990) is een Italiaans autocoureur.

## Carrière
Roda begon zijn autosportcarrière in het formuleracing in 2006 in de Italiaanse Formule Junior 1600. Aansluitend nm hij deel aan het winterkampioenschap van de Italiaanse Formule Renault voor het team Tomcat Racing.
In 2007 bleef Roda bij Tomcat rijden in de Italiaanse Formule Renault, waar hij geen punten wist te scoren. Daarnaast nam hij deel aan vier races van de Zwitserse Formule Renault en het winterkampioenschap van de Italiaanse Formule Renault.
In 2008 rijdt Roda opnieuw voor Tomcat in de Italiaanse Formule Renault. Voor het eerst behaalde hij hier punten, waarmee hij als 26e in het kampioenschap eindigde.
In 2009 stapt Roda over naar het BVM Minardi Team in de Italiaanse Formule Renault. Met één podiumplaats verbeterde hij zichzelf naar de twaalfde plaats in het kampioenschap. Ook nam hij voor BVM deel aan drie raceweekenden van de Eurocup Formule Renault 2.0 en was hij gastrijder in de International Formula Master.
In 2010 stapte Roda over naar de Formule 3, waar hij voor RC Motorsport in het Italiaanse Formule 3-kampioenschap ging rijden. Hij eindigde zijn debuutseizoen als 21e in het kampioenschap.
In 2011 stapt Roda over naar het Prema Powerteam in de Italiaanse Formule 3. Terwijl zijn teamgenoten Michael Lewis en Raffaele Marciello tweede en derde werden, eindigde Roda als twaalfde in het kampioenschap.
In 2012 stapte Roda over naar de Formule 3 Euroseries, waar hij ging rijden voor Jo Zeller Racing. Hij was ook puntengerechtigd in het Europees Formule 3-kampioenschap. Hij eindigde als dertiende in de Euroseries en als twaalfde in de Europese Formule 3. Ook nam hij deel aan de Masters of Formula 3 en de Grand Prix van Macau, waar hij respectievelijk als veertiende en 22e eindigde.
In 2013 reed Roda in de Auto GP voor het team  Virtuosi Racing UK. Zijn beste resultaten waren twee vierde plaatsen op het Circuit Mugello en het Automotodrom Brno. Hij eindigde hiermee als twaalfde in het kampioenschap met 45 punten.
In 2014 bleef Roda in de Auto GP rijden voor Virtuosi. Tijdens het derde raceweekend op de Hungaroring behaalde hij zijn eerste podiumplaats in het kampioenschap door als derde te finishen in de eerste race achter Kimiya Sato en Tamás Pál Kiss. In 2014 reed hij in het raceweekend op het Circuit de Monaco ook bij het team Comtec Racing in de Formule Renault 3.5 Series.